# Arquitetura neoclássica em Portugal
Considera-se que em termos internacionais o Neoclassicismo surge entre 1750 e 1760, enquanto em Portugal, pelas razões apresentadas em cima, se começa a desenvolver durante a década de 1770, com a construção do Picadeiro Real (actual Museu Nacional dos Coches), em Lisboa, e Hospital de Santo António no Porto.
Enquanto a Europa assiste ao surgimento do gosto neoclássico, durante a segunda metade do século XVIII, Portugal tenta recuperar do catastrófico terramoto de 1755, durante o reinado de D. José , inventando a arquitectura pombalina, o que condiciona, logo à partida, o normal desenvolvimento do Neoclassicismo em Portugal. 

## Antecedentes
A arquitectura pombalina é um sistema de construção pré-fabricado anti-sísmico, o primeiro utilizado em grande escala, que serve para reconstruir a arrasada cidade de Lisboa. Muito moderno para a época, segue a arquitectura Rococó, retirando toda a decoração, e impondo uma sobriedade claramente de influência clássica. Enquanto na Europa os edifícios perdem gradualmente decoração, até se começar a impor os modelos clássicos, em Portugal desenvolve-se uma arquitectura elegantemente sóbria, ainda sem ordens arquitectónicas clássicas, mas já com uma racionalidade pré-clássica, submetendo tudo à funcionalidade, fazendo um corte real com a fortíssima tradição do Barroco e mesmo do Rococó. O edifício é de tal modo simples e moderno, para a época, que na verdade não foi verdadeiramente sentida a necessidade de impor um autêntico Neoclassicismo como no norte da Europa. O principal exemplo talvez seja a Igreja dos Mártires, em pleno centro de Lisboa, ainda com decoração Rococó nas portas e janelas, mas com um esquema clássico visível nas pilastras e frontão triangular que dominam os três corpos simulados. Infelizmente a historiografia da arte nunca deu grande importância a este facto, reduzindo-o a uma variante do gosto dominante, nem percebeu a importância desta arquitectura, porque se limita a querer ver Rococó francês ou Neoclassicismo de influência grega e romana, num programa construtivo de grande escala, renovador e demasiado moderno para o seu tempo, que ultrapassa a sua época. Por isso esta aproximação entre pombalino e Neoclassicismo será, no mínimo, polémica e, certamente, muito contestada nos meios académicos demasiado ocupados a desvalorizar a criatividade nacional para perceberem o que é evidente. É, sem dúvida, um resultado do iluminismo, porque elimina tudo o que é supérfluo submetendo a construção à razão, mas também consequência da necessidade renovadora vivida no continente europeu. Posteriormente, com a reconstrução da cidade já muito avançada, entra o Neoclassicismo por duas vias distintas – Lisboa e Porto. 

## Neoclassicismo

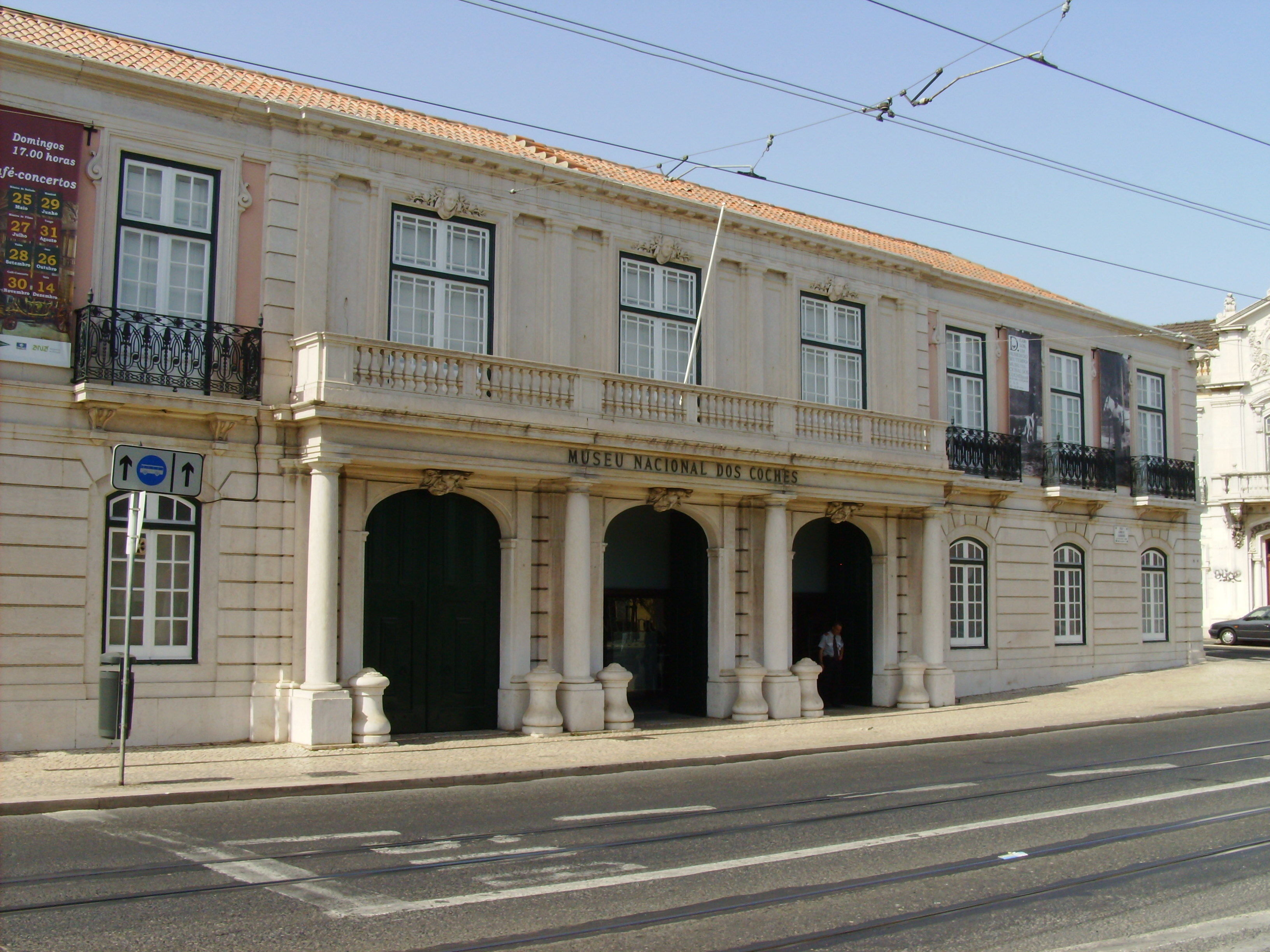
Entrada principal do Museu Nacional dos Coches em Lisboa

Facto bastante curioso é a clara diferença entre as duas cidades. Lisboa recebe influências italianas devido ao gosto dominante na corte, enquanto que a cidade do Porto, em resultado da importante comunidade britânica presente na cidade, desenvolve edifícios de forte influência inglesa, por vezes quase neo-palladianos como o Hospital de Santo António. No entanto, o forte carácter funcionalista é uma das características comuns entre os dois pólos. Posteriormente, devido ao facto de os estudantes de arte concluírem os estudos em Roma, o norte converte-se ao classicismo romano em detrimento do palladianismo. 
Em suma, pode considerar-se que o edifício neoclássico português é simples, muito funcional, submetendo tudo ao carácter utilitário, simétrico, é constituído normalmente por três corpos sendo o central sugerido ou pouco avançado, ornamentado com pilastras, poucas colunas, varandas ou varandins, arcada no piso térreo funcionando como embasamento, aparelho (rusticado ou não), balaústres, com pouca ou nenhuma decoração escultórica, sendo esta essencialmente arquitectónica (talvez consequência dos tempos difíceis, mas também, sem dúvida, como reflexo da muito prática simplicidade pombalina). No entanto esta afirmação é demasiado redutora porque ao estudar os edifícios individualmente nos apercebemos de uma grande diversidade de soluções. Os exemplos são numerosos variando entre edifícios mais simples mas muito marcantes, como a Feitoria Inglesa no Porto ou os banhos de São Paulo em Lisboa, até às grandes obras como o Teatro Nacional de São Carlos,  Teatro Nacional D. Maria II, Palácio Nacional da Ajuda e o Palácio de São Bento (Assembleia da República), em Lisboa, ou Hospital de Santo António e Palácio da Bolsa, no Porto. Existem, ainda, variados exemplos, como igrejas, palácios ou edifícios públicos um pouco por todo o país.

## Antiga Cadeia da Relação
O edifício da antiga Cadeia da Relação, onde hoje em dia está instalado o Centro Português de Fotografia , no Porto é um edifício de transição, oscilando entre o Rococó, o Pombalino e o Neoclassicismo, sem pertencer verdadeiramente a nenhum dos três estilos. É um edifício sóbrio, constituído por três corpos, sendo o central levemente avançado. Tem aparelho no piso térreo sugerindo um embasamento; as janelas, de gosto Pombalino no primeiro piso, varandins no corpo central com portas próximas do Rococó e esquinas concavas. A fachada lateral possui uma varanda suspensa por misulas, sendo a porta coroada por frontão curvo simples, e pilastras coroadas por um friso composto de triglifos e métopoas. A fachada que na época estava virada para a cidade possui frontão triangular, enquanto a frontaria virada no sentido oposta, na altura era apenas campo, não possui este elemento arquitectónico. Actualmente o edifício parece-nos estranho porque posteriormente foi aberta uma praça nos terrenos vagos tornando o lado sem frontão na parte principal da edificação. O conjunto é elegante e sóbrio.

## Hospital de Santo António

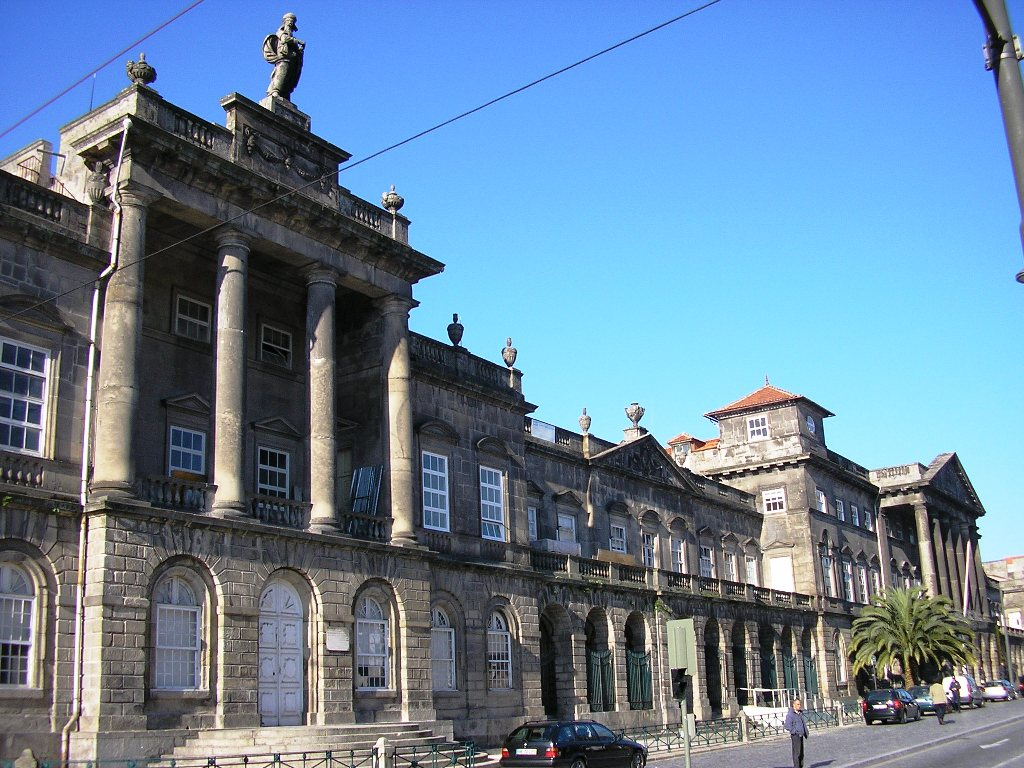
Hospital de Santo António, no Porto.

O Hospital de Santo António, de John Carr no Porto, foi construído para ser o hospital da Misericórdia , nos terrenos vagos fora da cidade. É o mais palladiano dos edifícios portugueses. Desenvolve-se em vários andares, de modo sóbrio, simples e simétrico, mas com volumes bem definidos animando a superfície. Possui no piso térreo arcada e aparelho, formando um embasamento. Corpo central com colunas, simulando um templo clássico, ladeado por vários corpos que avançam e recuam até aos torreões nas esquinas. O primeiro piso é recuado, possuindo varanda e balaustrada, lateralmente ao corpo central, com várias portas coroadas por frontões triangulares e curvos. A decoração é muito resumida, limitando-se a algumas (poucas) esculturas, urnas e elementos arquitectónicos clássicos. Encontra-se próximo da Antiga Cadeia da Relação.

## Feitoria Inglesa
A Feitoria Inglesa, deJohn Whitehead, no Porto é um novo exemplo palladiano . Prédio urbano, inserido numa esquina, com arcada e aparelho no piso térreo, como um embasamento. Janelas simples no primeiro e terceiro andar, mas varandins com portas, no segundo andar, coroadas por frontões curvos e triangulares. Três corpos, sendo o central sugerido, frontão rectangular com grinaldas e balaustrada. Simplicidade, simetria e elegância.

## Nossa Senhora do Pópulo
Nossa Senhora do Pópulo, de Carlos Amarante, em Braga. Edifício simétrico, de três corpos sugeridos, com portal ladeado por colunas suportando um friso constituído por triglifos e métopas, ao gosto dórico romano.  Por cima, existe um varandim, de balaustrada, em frente a um janelão ladeado por colunas e pilastras jónicas. O frontão é decorado e suportado por 2 grandes pilastras que sugerem o corpo central. Os corpos laterais são, na verdade, as torres, com coberturas na tradição vinda do Barroco e Rococó. Como decoração exterior alguns relevos decorativos e urnas com fogaréus.

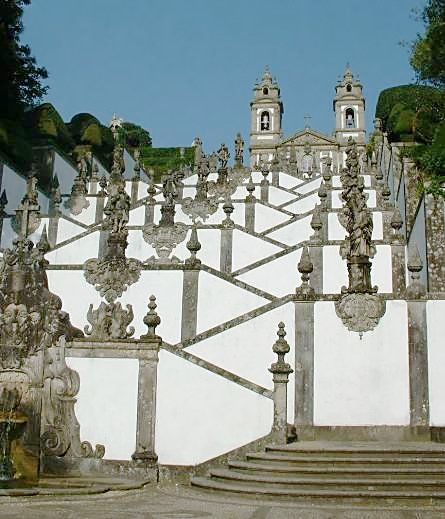
Bom Jesus em Braga.

## Bom Jesus do Monte
O Santuário do Bom Jesus do Monte, de Carlos Amarante, em Braga é um conjunto monumental, ladeado por jardins, de grande efeito cenográfico, inserido no monte da Falperra, com o imponente escadório das virtudes, capelas e igreja. O edifício possui três corpos, sendo o central ligeiramente avançado, com frontão decorado, pilastras jónicas, três janelões, varanda, com escultura e balaústres, suportada por colunas, alternando com nichos e portal. Os corpos laterais suportam as torres sineiras, encontrando-se divididos em andares com janelões e varandins de balaústres no segundo andar . 

## Hospital de São Marcos
O Hospital de São Marcos, de Carlos Amarante, em Braga, é um edifício simétrico, de três corpos, sendo o central avançado e de grande volumetria por ser a igreja. É um conjunto surpreendente, porque ainda se mistura com o Rococó, apesar de ter sido projectado na maturidade do arquitecto. Os corpos laterais possuem pilastras, alternando com portas e janelas ainda Rococó, rematados por uma balaustrada com esculturas. A igreja forma um curioso corpo central, por ser quase convexa, alternando colunas corintias e janelões. O remate do edifício é muito singular, porque possui um esquema pouco habitual. O janelão central possui um frontão curvo, sobreposto por um nicho com escultura, ladeado por esculturas, suportadas pelas colunas, coroando o complexo conjunto um invulgar frontão triangular levemente convexo, seguindo a orientação do edifício. As torres sineiras também se encontram na fachada, entre o corpo central e os corpos laterais, com uma autonomia sublinhada por pilastras. O conjunto é invulgar e o recurso a formas decorativas anteriores só se explica por exigência de que encomenda, porque em obras anteriores o arquitecto demonstra um perfeito domínio do neoclassicismo inicial, não necessitando de recorrer a arcaísmos .

## Igreja da Ordem Terceira da Trindade
A Igreja da Ordem Terceira da Trindade, de Carlos Amarante, no Porto, é um edifício sóbrio, de três corpos, sendo o central ligeiramente avançado e em forma de torre. Os corpos laterais são simétricos, com arcada simulada, revestida com aparelho no piso térreo, varandas no primeiro piso e um segundo piso recuado, como uma mansarda, e balaústres. O corpo central possui arcada, varanda entre janelões e torre sineira, numa sucessão que define três andares. A decoração é simples, com algumas esculturas, mas essencialmente arquitectónica.

## Reitoria da Universidade do Porto
O edifício onde hoje é a Reitoria da Universidade do Porto , era, na altura da sua construção a Academia Real da Marinha e Comércio, de Carlos Amarante. O edifício construído entre a Antiga Cadeia da Relação e o Hospital de Santo António, ou seja já numa zona privilegiada com outros monumentos históricos, como o notável conjunto de igrejas barrocas, ocupa um quarteirão da cidade, pelo que necessariamente teve de ser construído com quatro fachadas. A principal tem três corpos simulados e torreões nas esquinas. O corpo central segue um esquema clássico, com quatro meias colunas, varanda e frontão decorado com escudo de armas entre grinaldas. Os corpos laterais associam pilastras entre as janelas e balaustrada no remate. Todo o conjunto está assente sobre arcada. Funcional, elegante, simétrico e sóbrio.

## Palácio da Bolsa

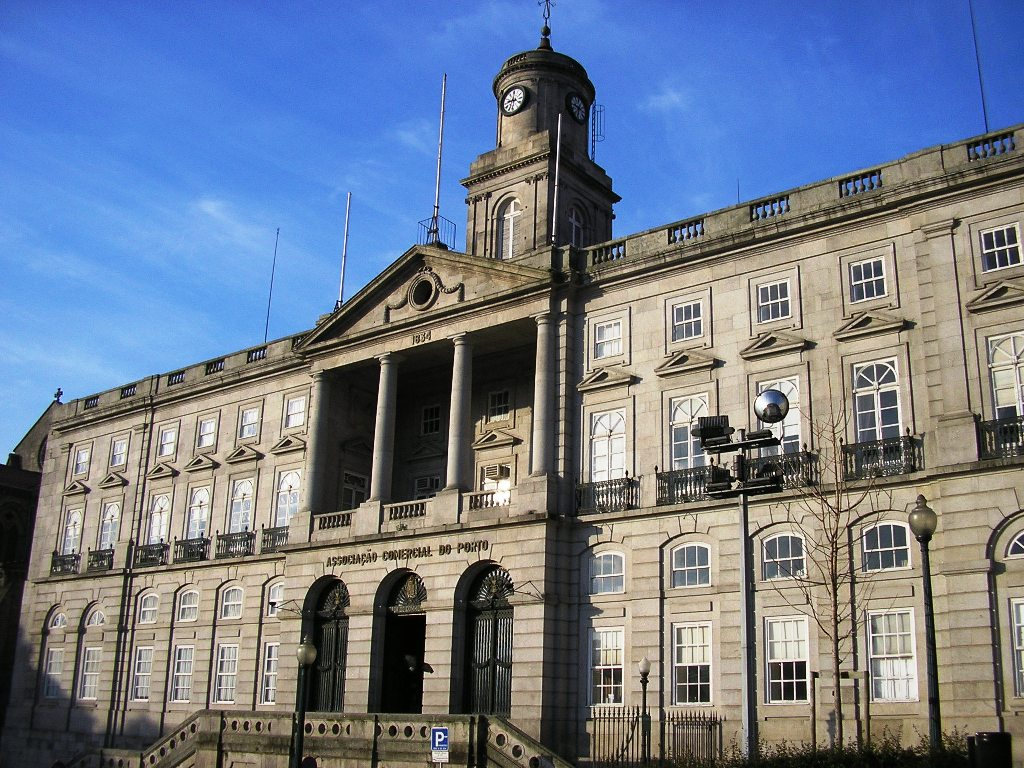
Palácio da Bolsa, no Porto.

O Palácio da Bolsa, onde actualmente funciona a Associação Comercial do Porto , foi projecto de Joaquim Costa Lima, na cidade do Porto. Bem no centro histórico do Porto ocupa o lugar do antigo Convento de São Francisco, junto à impressionante Igreja de São Francisco do Porto, um dos principais monumentos da cidade. É o centro dos empresários da cidade, desenvolvendo uma notável actividade comercial até aos nossos dias. Segue o esquema de três corpos, sendo o central com colunas, varanda e frontão, sobreposto por uma torre. Os corpos laterais são simétricos com varandins e aparelho no piso térreo. O interior é caracterizado por um grande luxo, destacando-se o salão árabe, uma das principais salas da cidade. 

## Palácio dos Carrancas
O Palácio dos Carrancas, actual Museu Nacional Soares dos Reis , de Joaquim Costa Lima, no Porto, fica junto ao Hospital de Santo António e próximo de outros monumentos barrocos e neoclássicos. Foi construído como palácio particular e posteriormente comprado pelo estado. Três corpos, sendo o central ligeiramente avançado, possui arcos e aparelho no piso térreo. O primeiro andar encontra-se compartimentado por pilastras, simulando os três corpos, varandins e portas com frontões curvos, nos corpos laterais, alternando com frontões triangulares, no corpo central. O conjunto é coroado por frontão decorado, balaústres e urnas. É elegantemente sóbrio.

## Museu Nacional do Coches
Originalmente com a função de Picadeiro Real , o Museu Nacional dos Coches, projectado por Giacomo Azzolini, situa-se em Lisboa. É o primeiro edifício neoclássicoa a aparecer na capital. Construído nos antigos jardins do Palácio Nacional de Belém, actual residência oficial do Presidente da República, é, presentemente, parte integrante da cidade, bem no centro de Belém, e o museu português mais visitado. Desenvolve-se segundo um esquema de três corpos simulados, com aparelho no piso térreo e quatro colunas que sustentam uma varanda, definindo o corpo central. Os corpos laterais são constituídos por janelas no rés-do-chão e varandins no primeiro andar. Curiosamente não possui frontão. Sóbrio, elegante e funcional no exterior, mostra um interior luxuoso e bem adaptado à sua função. A colecção de coches que alberga é considerada a mais importante da Europa. 

## Palácio Nacional da Ajuda

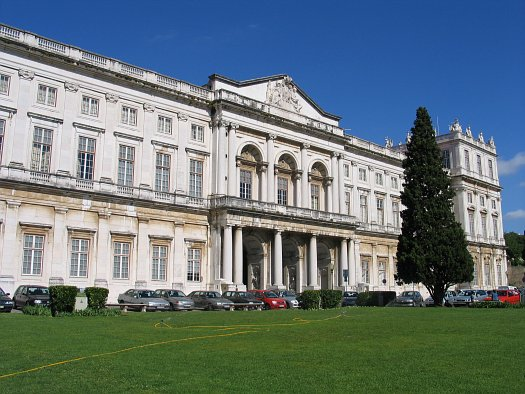
Palácio Nacional da Ajuda, em Lisboa.

O Palácio Nacional da Ajuda , de José da Costa e Silva e Francisco Xavier Fabri, em Lisboa foi iniciado apenas em 1795, quando se tornou obvia a necessidade absoluta de um novo palácio real em Lisboa. Devido ao facto de o antigo Paço da Ribeira ter ficado completamente destruído com o terramoto de 1755, e as soluções provisórias, como a transferência da corte para o Palácio Nacional de Queluz, Palácio Nacional de Belém, Palácio das Necessidades ou a “real barraca” (palácio em madeira feito depois do terramoto de 1755 e destruído por um incêndio em 1794 destruindo o seu sumptuoso recheio), serem claramente insatisfatórias. É de notar o facto de se ter dado prioridade à reconstrução da cidade, albergando primeiro o povo, sujeitando-se a casa real e a corte a soluções temporárias ou transitórias, esperando-se quarenta anos para iniciar as obras do verdadeiro palácio real, numa altura em que a situação era claramente insustentável – abona muito em favor dos governantes da época ao contrário do que consideram a maioria dos autores. É um edifício com três corpos e torreões nos cantos. O corpo central possui dois pisos, com três arcos nos dois andares, varanda suportada por colunas e friso com frontão sustentado por meias colunas. Os corpos laterais associam pilastras a janelas, no rés-do-chão, e varandins, no primeiro piso. O conjunto é coroado por balaustrada e, nos torreões, alguma decoração escultórica. O conjunto é monumental e austero .

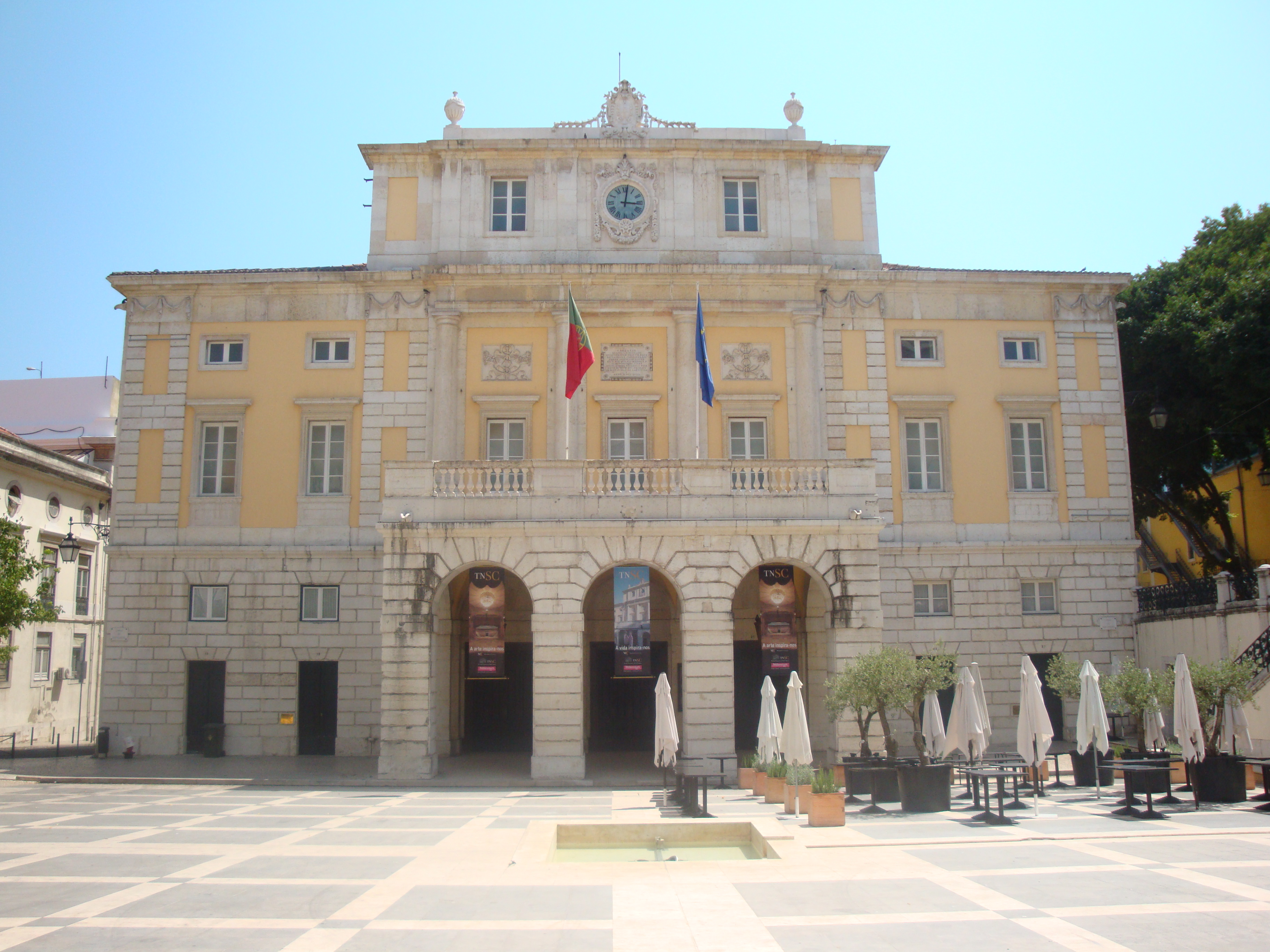
Teatro Nacional de São Carlos.

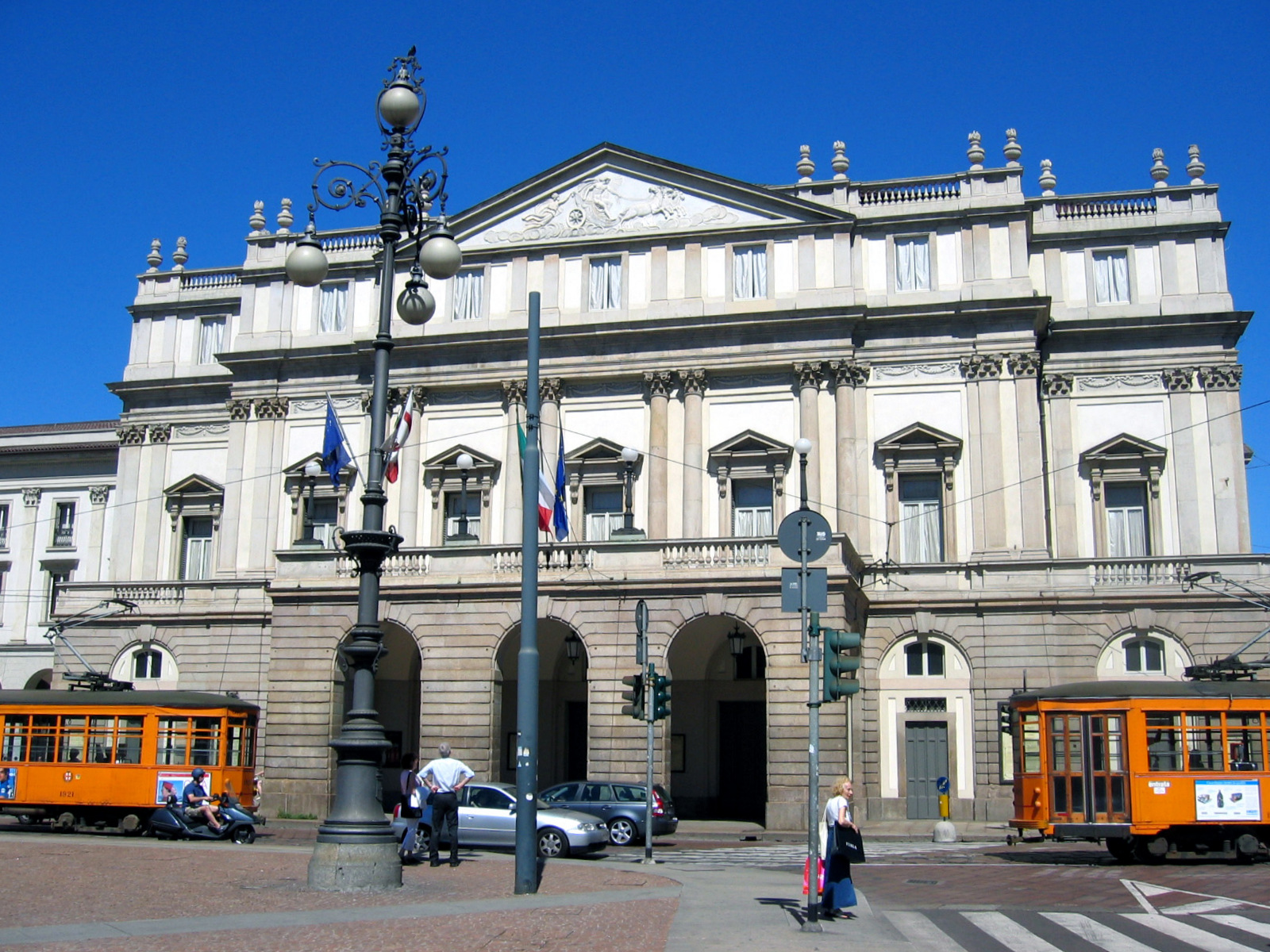
Teatro alla Scalla, em Milão. As semelhanças são notórias.

## Teatro de São Carlos
O Teatro Nacional de São Carlos ,de José Costa e Silva, fica em Lisboa. Como a ópera da cidade não sobreviveu ao terramoto, constrói-se na zona do Chiado um elegante teatro. Inspirado no Teatro alla Scalla, em Milão, o exterior austero, possui três corpos simulados, com aparelho rusticado formando um embasamento, arcada suportando uma larga varanda, meias colunas no primeiro piso e um terceiro piso no lugar do frontão. No remate existe um escudo de armas e urnas. Sóbrio no exterior, mas de grande beleza no interior, associando talha e pintura num conjunto muito elegante. 

## Teatro D. Maria II
O Teatro Nacional D. Maria II, de Fortunato Lodi, em Lisboa foi construído bem no centro de Lisboa, mais concretamente no Rossio (a segunda praça mais importante da cidade e seu coração), o teatro pretendia colmatar a necessidade de um grande edifício dedicado exclusivamente à representação teatral, como já existia para a opera. É a obra neoclássica mais marcante da cidade, talvez devido ao local onde se encontra, influenciando as posteriores construções neoclássicas da capital. É um impressionante edifício de três corpos, sendo o central constituído por seis colunas de capitel jónico e um frontão decorado. Os corpos laterais simulam torreões nos cantos alternando pilastras e varandins. O piso térreo possui aparelho e, nas fachadas laterais, varandas largas sobre arcadas. O conjunto é simétrico e funcional mas, ao contrário do tradicional gosto português, decorado com relevos e escultura, quebrando a já habitual sobriedade do neoclassicismo português .

## Câmara Municipal de Lisboa
O edifício dos Paços do concelho de Lisboa, de Domingos Parente da Silva, segue o neoclassicismo mas, na verdade, por datar de meados do século XIX, já se aproxima do ecletismo seguindo o gosto por uma arquitectura de luxo e ostentação. A estrutura é simétrica e constituída por três corpos simulados. O piso térreo está revestido com aparelho nos corpos laterais, e arcada entre pilastras no corpo central. O primeiro piso possui três vãos centrais formando uma varada com balaustrada e quatro grupos de colunas sustentando um imponente frontão. Lateralmente, existem pilastras separando dois vãos com varandins constituídos, tal como o remate superior, por balaústres. Todo o conjunto está profusamente decorado com relevos destacando-se o imponente conjunto do frontão.

## Palácio de São Bento

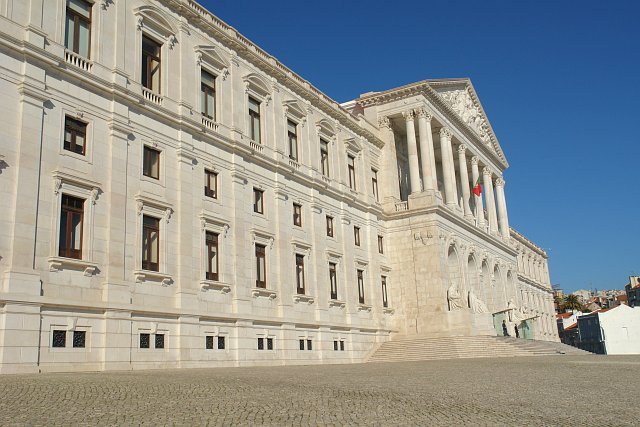
Palácio de São Bento em Lisboa.

O Palácio de São Bento  onde actualmente está instalada a Assembleia da República, foi projectado por Ventura Terra, em Lisboa. Com a implantação do sistema parlamentar o antigo convento de São Bento recebeu modificações de modo a poder acolher o parlamento de Portugal. As obras conheceram vários arquitectos, destacando-se Ventura Terra, autor da actual fachada principal. A estrutura desenvolve-se em três corpos, sendo o central avançado, semelhante a um templo clássico. Os corpos laterais são constituídos por uma alternância entre pilastras e janelas, formando varandins com balaústres no primeiro andar. A entrada principal está assente em cinco arcos, formando um embasamento, sustendo uma larga varanda, com colunas suportando um imponente entablamento. O conjunto é amplamente decorado com formas arquitectónica e escultura no frontão, bem como quatro figuras alegóricas na entrada. O edifício só foi terminado no início do século XX.